# Pinal del Río
Pinal del Río är en ort i Mexiko.   Den ligger i kommunen La Independencia och delstaten Chiapas, i den sydöstra delen av landet, 900 km öster om huvudstaden Mexico City. Pinal del Río ligger 903 meter över havet och antalet invånare är 456.
Terrängen runt Pinal del Río är huvudsakligen kuperad. Pinal del Río ligger nere i en dal. Runt Pinal del Río är det ganska tätbefolkat, med 54 invånare per kvadratkilometer. Närmaste större samhälle är San Isidro el Zapotal, 6,8 km sydost om Pinal del Río. I omgivningarna runt Pinal del Río växer huvudsakligen savannskog.